# Спутник-6
Спутник 6 е съветски изкуствен спътник част от програма Спутник и трети тестов полет за космическия кораб Восток, който ще бъде използван за първия пилотиран полет. Стартът е на 1 декември 1960 г.

## Цели
Това е трети полет на космическия кораб за изучаване възможностите за пилотиран полет и ефектите от самия полет върху човека. За целта се използват кучетата Пчелка и Мушка, две морски свинчета, две бели лабораторни мишки, седем хибридни мишки и пет безпородни мишки.

## Параметри на полета
- Тегло: 4563 кг
- Перигей: 166 km
- Aпогей: 232 km
- Наклон: 64.97 °
- Период: 88,47 минути
- NSSDC ID: 1960-017A

## Полет
Спътникът продължава изследователската мисия на космическия апарат Спутник 5. На борда, освен животните, са се намирали и колби с плодови мушици (дрозофили), семена от грах, пшеница, царевица, елда, едър боб, ампули с култури от човешки тъкани, други биологични материали, а също така и научна апаратура и апаратура за предаване на събраната информациа. Полетът продължава малко повече от денонощие. На 17 обиколка поради отказ на системата за управление на спирачните двигатели, спускът от орбита започва в неразчетен район. Взето е решение да се унищожи апарата с помощта на устройството за саморазрушаване, с цел изключване възможността за непланирано падане на чужда територия. Всички живи същества, намиращи се на борда загиват. Независимо от това, че апарата е унищожен, целите на мисията са изпълнени, събраните научни данни са предадени на Земята с помощта на телеметрията и телевизията.